# 雷娜塔·克纳皮克-米亚兹加
雷娜塔·克纳皮克-米亚兹加（波蘭語：Renata Knapik-Miazga，1988年7月15日—），旧姓克纳皮克（Knapik），生于塔爾努夫，是一名波兰女子击剑运动员，主攻重剑。她10岁时加入学校设立的击剑小组，开始练习击剑。她原本主攻花剑同时主要使用右手，然而14岁时，她右手臂血管被诊断出存在问题，医生也建议她放弃击剑，但她仍旧决定坚持下来，改用左手击剑，并改练重剑。高中后，她进入克拉科夫理工大学机械工业学院就读。